# Brünn/Thür.
Brünn/Thür. är en kommun och ort i Landkreis Hildburghausen i förbundslandet Thüringen i Tyskland.
Kommunen ingår i förvaltningsgemenskapen Auengrund tillsammans med staden Auengrund.